# Anthracoceros malayanus
El cálao malayo (Anthracoceros malayanus) es una especie de ave bucerotiforme de la familia Bucerotidae propia de las selvas de Sondalandia (Indonesia, Malasia y Tailandia). No se reconocen subespecies.